# Gråstjärtad skogsrovfluga
Gråstjärtad skogsrovfluga (Neoitamus cothurnatus) är en tvåvingeart som först beskrevs av Johann Wilhelm Meigen 1820.  Gråstjärtad skogsrovfluga ingår i släktet Neoitamus och familjen rovflugor. Enligt den finländska rödlistan är arten nära hotad i Finland. Arten är reproducerande i Sverige. Artens livsmiljö är torra och karga åsmoar. Inga underarter finns listade i Catalogue of Life.